# Megachile arundinacea
Megachile arundinacea är en biart som beskrevs av Taschenberg 1872. Megachile arundinacea ingår i släktet tapetserarbin, och familjen buksamlarbin. Inga underarter finns listade i Catalogue of Life.